# Gehlenia pinratanai
Gehlenia pinratanai är en fjärilsart som beskrevs av Jean-Marie Cadiou 1991. Gehlenia pinratanai ingår i släktet Gehlenia och familjen svärmare. Inga underarter finns listade i Catalogue of Life.